# Camí dret i segur per arribar al cel
El Camí dret i segur per arribar al cel és un llibre d'Antoni Maria Claret editat per primera vegada el 1843 i del qual se'n van vendre més de 100.000 exemplars en 185 edicions.
La publicació del llibre per part d'un Claret conegut com a predicador popular i la seva important difusió va ser un dels motius pels quals a mitjan segle xix va prevaldre un ús majoritari del català en la literatura piadosa, ja que va mantenir l'ús del català en l'àmbit familiar. Carles Cardó va atribuir a aquest llibre la bona situació del català i la religió de l'any 1934, gairebé un segle després de la seva publicació. Se l'ha considerat una de les principals aportacions de religiosos catalans a l'incipient moviment de la Renaixença.